# Epania immaculata
Epania immaculata là một loài bọ cánh cứng trong họ Cerambycidae.